# Route départementale 2 (Hautes-Pyrénées)
Pour les articles homonymes, voir Route départementale 2.
La route départementale 2, ou RD 2, est une route départementale des Hautes-Pyrénées reliant Oroix à Chelle-Debat.

## Descriptif

### Longueur
L'itinéraire présente une longueur de 31,4 km.

### Nombre de voies
La RD 2 est sur la totalité de son tracé bidirectionnelle à deux voies.

### Tracé
La RD 2 traverse le département d'ouest en est au nord de l’agglomération de Tarbes, à partir d'Oroix depuis la limite des Pyrénées-Atlantiques et rejoint Chelle-Debat à l'intersection de la route départementale D 14.
Elle coupe d'ouest en est la route départementale D 632 au niveau de Marseillan.
Elle raccorde le Pays de Tarbes et de la Haute Bigorre au Pays des Coteaux.

## Communes traversées
- Oroix
- Pintac
- Bordères-sur-l'Échez
- Bours
- Orleix
- Sabalos
- Louit
- Bouilh-Péreuilh
- Marseillan
- Chelle-Debat

## Gestion, entretien et exploitation

### Organisation territoriale
En 2021, les services routiers départementaux sont organisés en cinq agences techniques départementales et 25 centres d'exploitation qui ont pour responsabilité l’entretien et l’exploitation des routes départementales de leur territoire. 
La RD 2 dépend des agences du Pays de Tarbes et de la Haute Bigorre et du Pays des Coteaux et des centres d'exploitation de Tarbes et de Pouyastruc.

### Exploitation
En saison hivernale, le département publie une carte des conditions de circulation (C1 circulation normale, C2 délicate, C3 difficile, C4 impossible).